# Åkerhielmska gården

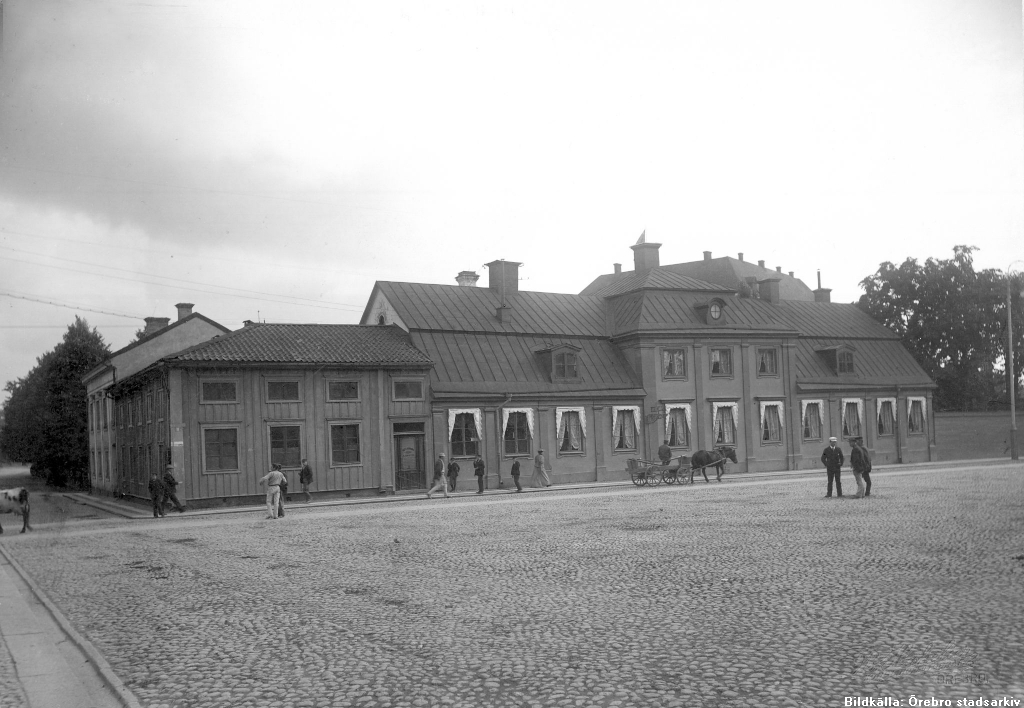
Åkerhielmska gården (nu riven) vid Järntorget. Örebro slott skymtar i bakgrunden.

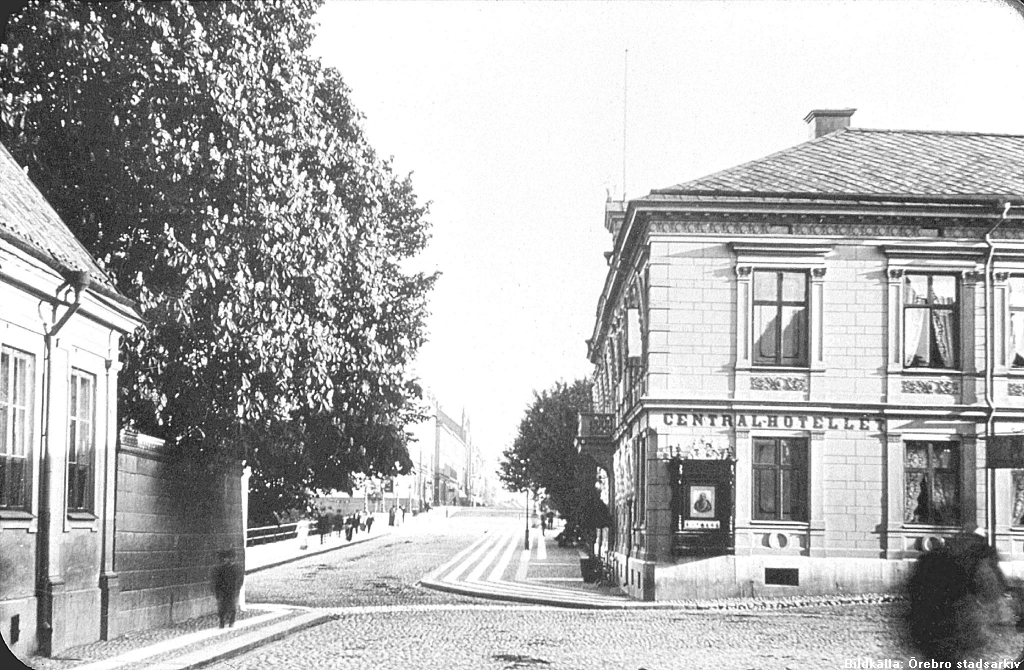
Åkerhielmska gården till vänster ses bukta ut i Storgatan. Centralhotellet till höger.

Åkerhielmska gården med adress Storgatan 2 var en byggnad i centrala Örebro som låg vid dagens Järntorget. Gården låg där Henry Allards park ligger idag. En av ägarna var landshövding Carl Åkerhielm.
Åkerhielmska gården revs år 1906. Anledningarna till att den revs var att den utgjorde ett trafikhinder på Storgatan (se bild). Dessutom ville man anlägga en park invid Svartån. Parken fick namnet Centralparken, senare Henry Allards park.